# RecQ helikáza
RecQ helikáza je označení pro vysoce konzervovanou rodinu helikáz, které jsou díky své nepostradatelné roli v mnoha procesech souvisejících s DNA považovány za tzv. „ochránce“ genomu, protože se podílí na udržování stability genetické informace a zároveň potlačují vznik nádorového bujení.

Zatímco u bakterií a kvasinek byla identifikována pouze jedna RecQ helikáza, v lidských buňkách bylo objeveno dokonce pět RecQ homologních proteinů – RECQ1, BLM (RECQ2)
, WRN (RECQ3), RECQ4 (RTS) a RECQ5
. Nepostradatelná biologická role RecQ helikáz je navíc podtržena tím, že mutace v genech BLM, WRN a RECQ4 jsou spojeny s velmi zákeřnými dědičnými onemocněními: Bloomovým (BS), Wernerovým (WS) a Rothmund-Thomsonovým syndromem (RTS). Tato genetická onemocnění jsou spojena s vyšší náchylností k rakovině, předčasným stárnutím a chromozomovou nestabilitou.

## Struktura a biochemická aktivita
Podle experimentálních a bioinformatických analýz lze uvnitř polypeptidového řetězce RecQ helikáz rozlišit několik konzervovaných domén, určujících zároveň aktivitu jednotlivých proteinů. Hlavní domény RecQ helikáz jsou tři: helikázová, RecQ karboxy-terminální (RQC) a RNázováD C-terminální (HRDC) doména
.
- Helikázová doména s rozsahem 450 aminokyselin zahrnuje motiv pro vazbu ATP, který je hlavním energetickým zdrojem pro samotnou helikázovou aktivitu. BLM a WRN, které patří mezi nejvíce prostudované RecQ proteiny, umí rozvinout nejrůznější DNA struktury zahrnující 3‘-převis, bublinové struktury, Y-formy, D-smyčky, křížovou DNA strukturu zvanou Holliday junctions (HJ) nebo G-kvadruplexové struktury [13][14][15].
- RQC doména je důležitá pro strukturní celistvost proteinu (viz strukturní alignment) a také pro vazbu dvouřetězcové DNA [16][17].

Tato doména bude mít také pravděpodobně roli při zprostředkování proteinových interakcí RecQ helikáz s jinými proteiny.
- Poslední HRDC doména je nejméně konzervovaná, nicméně pomocí rentgenové krystalografie bylo zjištěno, že je důležitá pro vazbu jednořetězcové DNA. Domény RQC a HRDC, důležité pro vazbu k DNA, u některých členů RecQ helikázové rodiny chybějí, např. RECQ4 postrádá obě domény [19][20]

Kromě výše popsaných domén se mohou RecQ helikázy mezi sebou lišit dalšími doménami, které mohou sdílet homologii s jinými proteiny a tím se liší i jejich vlastnosti a funkce v buňce. Příkladem může být WRN helikáza s exodoménou na N-konci, která zajišťuje exonukleázovou aktivitu WRN proteinu.

Lidské RECQ helikázy se vyznačují nejen klasickou helikázovou aktivitou, tedy schopností oddělovat od sebe dva řetězce DNA za přítomnosti ATP. Na druhou stranu vykazují také velmi silnou tzv. annealing aktivitu, tj. zprostředkovávat nasedání komplementárních jednořetězcových úseků DNA do výsledného duplexu.

## Funkce
Buněčný cyklus zahrnuje několik kroků, z nichž každý musí být efektivně a časově dokončen než započne krok následující. Během S-fáze buněčného cyklu buňka musí precizně duplikovat své chromozomy, které pak následně musí velmi přesně rozdělit během M-fáze. Avšak během S-fáze se může vyskytnout několik překážek, které mohou nejen ovlivnit buněčný cyklus, ale také mohou vést v následující M-fázi k chromozomové nestabilitě, která bývá obvykle příčinou vzniku některých neurologických onemocnění nebo nádorového bujení.

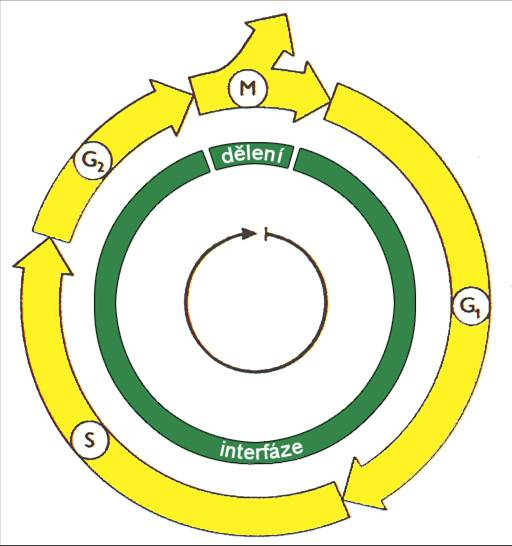
Buněčný cyklus. V dělící se buňce se střídá mitotická fáze (M) s interfází, kde se buňka připravuje na samotné dělení. První je G1 fáze, po ní následuje S fáze, ve které jsou duplikovány chromozomy a poté G2 fáze. V mitóze už dochází k samotnému rozchodu dceřiných chromozomů, ke karyokinezi a cytokinezi.

### Replikace DNA
Během replikace DNA se mohou vyskytnout překážky, které replikační mašinerie není schopná vyřešit, a proto dochází k předčasnému zastavení replikační vidlice

. Problémy replikační vidlice mohou být způsobeny těmito překážkami:
- Adukty DNA, tedy pozměněné nukleotidy (nukleosidy nebo báze). Příčinou vzniku aduktů jsou obvykle elektrofilní organické látky, které vstupují do organismu z vnějšího prostředí anebo vznikají jako reaktivní metabolické intermediáty, se schopností atakovat nukleofilní centra v nukleových kyselinách a tímto poškozovat genetickou informaci.
- Jednořetězcové nebo dvouřetězcové zlomy, které vznikají především po expozici ionizujícím zářením, UV zářením (viz ultrafialové záření), genotoxickými chemikáliemi, ale také produkty vnitřního oxidativního metabolismu buňky.
- Kovalentně vázaný protein na DNA, který replikační helikáza není schopná odstranit. Problémy může také způsobovat setkání procesů replikace a transkripce.
- Různé intramolekulární sekundární struktury ssDNA (např. G-quadruplex) ve vedoucím řetězci rovněž vedou k zastavení replikační vidlice.
- Topologický stres, kdy se potkají dvě proti sobě jdoucí replikační vidlice. Tento problém je často nevyhnutelný rys eukaryotické replikace, ve které je obousměrná replikace iniciována z více počátků replikace podél každého chromozomu.

RecQ helikázy se na odstranění replikačních překážek podílí mnoha způsoby. Jedna z nejdůležitějších funkcí je restart zastavené replikační vidlice. Výskyt poškození na vedoucím řetězci (DNA adukt) vede k zastavení replikační vidlice, avšak BLM a WRN podporují tzv. regresi replikační vidlice, což znamená oddělení nově nasyntetizovaných DNA vláken a jejich spojení, čímž vzniká čtyřcestná Holliday struktura

. Vzniklá Hollidayova struktura pak může migrovat zpět za pomocí zejména RECQ1, BLM nebo WRN, a tím dochází k obnovení replikační vidlice.

Alternativně může být Hollidayova struktura rozštěpena strukturně specifickými endonukleázami, což vede ke kolapsu replikační vidlice, která pak musí být opravena pomocí procesu homologní rekombinace (viz níže.

RecQ helikázy (zejména BLM a WRN) jsou schopné také díky své enzymatické aktivitě rozvíjet různé DNA struktury (G-quadruplexy, různé smyčky a vlásenky), které vznikají jako replikační „překážky“ vedoucího řetězce.

Navíc BLM také zastává důležitou úlohu při řešení topologického stresu, který vzniká při setkání dvou protichůdných replikačních vidlic. Přesná molekulární podstata je jen velmi málo objasněna, avšak důležitou roli při řešení tohoto problému hraje komplex zahrnující BLM-TOPOIIIα(DNA Topoizomeráza IIIα)-RMI1-RMI2, proteiny, které jsou schopny topologický stres uvolnit.

### DNA oprava
Jak bylo popsáno výše, DNA je neustále poškozována exogenním i endogenním působením, které způsobují mnoho různých typů poškození v DNA. V důsledku těchto rozdílných typů poškození (depurinace, deaminace, thyminové dimery, zlomy DNA aj.) se v průběhu evoluce vyvinula celá řada opravných mechanismů zodpovědná za jejich odstranění. RecQ helikázy i zde zastávají mnoho úloh napříč téměř všemi mechanismy. Hlavní DNA opravné mechanismy tvoří:
| Mechanismus opravy                 | Vznik poškození |
| ---------------------------------- | --- |
| Nukleotidová excisní oprava (NER)  | Poškození, která narušují helikální dvoušroubovici DNA, jako jsou rozměrné bázové adukty a fotoprodukty UV záření (př. thyminové dimery).                                                                           |
| Homologní rekombinace (HR)         | dvouřetězcové zlomy DNA, zastavené replikační vidlice |
| Nehomologní spojování konců (NHEJ) | dvouřetězcové zlomy DNA |
| Oprava nesprávného párování (MMR)  | malé inzerce, delece a nesprávné zařazení bází během replikace a rekombinace. |
| Básová excisní oprava (BER)        | Abnormální DNA báze, jednoduché bázové adukty, jednořetězcové zlomy DNA, při oxidativních poškozeních nebo při neúspěšné aktivitě topoizomerázy I,(např. báze chemicky poškozené alkylací, deaminací nebo oxidací). |

V rámci této práce[který?] se primárně zaměříme na mechanizmus opravy dvouřetězcových zlomů (DSB) pomocí homologní rekombinace. Oprava dvouřetězcových zlomů je esenciální pro život buňky, protože neschopnost opravy DSB může způsobovat aneuploidii a genomovou nestabilitu vedoucí k rakovině nebo buněčné smrti.

#### Homologní rekombinace

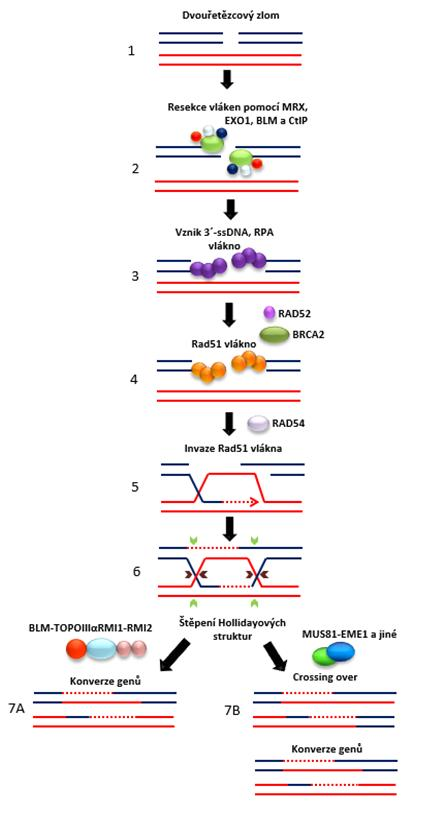
Schéma homologní rekombinace – syntézy podle homologického úseku sesterské chromatidy nebo homologního chromozomu – při opravách dvouřetězcových zlomů DNA (1). V prvním kroku dochází k resekci vláken MRN (MRE11-RAD50-NBS1) komplexem (znázorněn jako zelené kuličky), společně s BLM komplexem (červené kuličky), Exo1 (bílé kuličky) a CtIP (tmavě modré kuličky) (2). Vzniklý konec 3‘-ssDNA převisu je obalen RPA proteinem (znázorněn fialově) (3). V dalším kroku je RPA nahrazeno RAD51 proteinem (oranžové kuličky) za vzniku nukleoproteinového vlákna (4), které je schopno vyhledat sekvenční homologii s pomocí RAD54 (5). Chybějící část DNA je dosyntetizována za následujícího vzniknu dvojité Hollidayovy struktury (6), která může být rozložena buď (7A) pomocí BLM-TOPOIIIα-RMI1-RMI2 komplexu (červeno-modro-růžová) vedoucí ke genové konverzi nebo (7B) endonukleázou MUS81-EME1 či jinými strukturně specifickými endonukleázami (modré a zelené kuličky) za vzniku jak crossovering overu tak genové konverze.

Homologní rekombinace (HR) je velmi precizní mechanismus zahrnující několik fází, kdy DSB je opraven na základě syntézy podle homologického úseku sesterské chromatidy nebo homologního chromozomu. V první fázi HR jsou konce DSB podrobeny resekci za vzniku 3‘ jednořetězcového úseku DNA (ssDNA). 3‘ ssDNA vlákno je ihned po resekci pokryto proteinem RPA (replikační protein A), který zabraňuje vzniku sekundárních struktur na ssDNA vlákně.
Následně dochází za pomocí rekombinačních mediatorů k výměně RPA za protein RAD51 a vzniku tzv. RAD51 presynaptického vlákna.
V druhé fázi HR je RAD51 presynaptické vlákno schopno vyhledat homologii za vzniku struktury zvané D-smyčka, ve které je pak donorová molekula DNA využita jako templát pro syntézu chybějící části. Po DNA syntéze je nové vlákno zachyceno druhým koncem původního řetězce, což vede ke vzniku dvojité Hollidayovi struktury. HJ struktura musí být rozložena, aby byla dokončena rekombinace a dvě molekuly DNA se mohly oddělit. HJ struktury mohou být tedy štěpeny strukturně specifickými endonukleázami (např. MUS81-EME1) nebo rozloženy pomocí kombinované aktivity helikáz a topoizomeráz.
RecQ helikázy zastávají důležité regulační funkce v průběhu homologní rekombinace. V první fázi HR se BLM helikáza přímo účastní resekce konců dvouřetězcového zlomu za vzniku 3’ ssDNA vlákna.
Několik studií prokázalo, že BLM, WRN a RECQ5 jsou schopny interagovat s proteinem RAD51 a vytlačovat jej z presynaptického vlákna, aby bylo zabráněno nevhodné nebo předčasné rekombinaci.
V poslední fázi HR se BLM-TOPOIIIα-RMI1-RMI2 komplex podílí na rozkladu dvojitých Hollidayových struktur.

## Onemocnění
S nesprávnou funkcí RecQ helikáz je spojeno několik genetických onemocnění.
| Onemocnění                 | Hlavní klinické znaky | Predispozice k rakovině                                                                               |
| -------------------------- | --- | --- |
| Bloomův syndrom            | proporcionální malý vzrůst, imunodeficience, diabetes typ 2, mužská infertilita a ženská subfertilita, hyperpigmentace a hypopigmentace (kůže), k slunci citlivá obličejová erythema | většina typů, leukémie, rakoviny kůže, prsu a tračníku                                                |
| Wernerův syndrom           | různé znaky předčasného stárnutí: arterioskleróza, diabetes typ 2, osteoporóza, katarakt, šednutí a ztráta vlasů; retardace růstu v pubertě, kalcifikace měkké tkáně                 | převážně rakoviny mesenchymálního původu (měkká tkáň a jiné sarkomy), epitheliální sarkomy (melanomy) |
| Rothmund-Thomsonův syndrom | poikiloderma, skeletární abnormality, šedý zákal, řídnutí vlasů, dystrofické nehty a zuby                                                                                            | Nejčastěji osteosarkoma, často v dětství                                                              |